# Passiggiatella/Serenatella 'e maggio
Passiggiatella/Serenatella 'e maggio è un singolo in lingua napoletana di Nino Nipote, pubblicato nel 1957 su 78 giri dalla Vis Radio.

## Tracce
Lato A
1. Passiggiatella (testo: Nisa – musica: Furio Rendine)

Lato B
1. Serenatella 'e maggio (testo: Vincenzo De Crescenzo – musica: Nino Oliviero)

## I brani
Entrambi i brani furono presentati al Festival di Napoli del 1957.

### Passiggiatella
Scritta da Nisa e musicata da Rendine, Passiggiatella fu cantata per la prima volta da Nino Nipote, al quinto Festival di Napoli, ma non ebbe tanta fortuna, difatti non riuscì a qualificarsi tra le finaliste. Tuttavia, per la sua ironia ed orecchiabilità, ottenne un buon successo discografico.
Il testo parla di due giovani innamorati, i quali si incontrano per una romantica passeggiata notturna lungo la spiagga.
Tra i cantanti che hanno successivamente reinterpretato il brano vi sono:
- Sergio Bruni
- Giacomo Rondinella
- Luciano Rondinella
- Claudio Villa
- Fausto Cigliano
- Bruno Venturini
- Luciano Tajoli
- Alberto Amato
- Amedeo Pariante

### Serenatella 'e maggio
Scritta da Vincenzo De Cresenzo e musicata da Nino Oliviero, Serenatella 'e maggio fu cantata per la prima volta da Nunzio Gallo, al quinto Festival di Napoli, classificandosi al nono posto.
Il brano è stato poi reinterpretato da altri cantanti come Sergio Bruni, Claudio Villa, Nilla Pizzi, Fausto Cigliano, Franco Ricci e Tullio Pane.